# September 1949
Portal Geschichte | Portal Biografien | Aktuelle Ereignisse | Jahreskalender | Tagesartikel

◄ |
19. Jahrhundert |
20. Jahrhundert
| 21. Jahrhundert

◄ |
1910er |
1920er |
1930er |
1940er
| 1950er | 1960er | 1970er | ►

◄ |
1945 |
1946 |
1947 |
1948 |
1949
| 1950 | 1951 | 1952 | 1953 | ►

◄ |
Juni 1949 |
Juli 1949 |
August 1949 |
September 1949 |
Oktober 1949 |
November 1949 |
Dezember 1949 |
►
Dieser Artikel behandelt tagesbezogene Nachrichten und Ereignisse im September 1949.

## Tagesgeschehen

### Donnerstag, 1. September
- München: (Wieder-)Gründung der IG Metall

### Freitag, 2. September
- London: The Third Man (Der Dritte Mann), Regie von Carol Reed, Drehbuch von Graham Greene, kommt im Ver. Königreich Großbritannien in die Kinos. Drehort Wien.
- Cannes: Die 3. Internationalen Filmfestspiele finden vom 2. bis zum 17. September statt.

### Mittwoch, 7. September
- Bonn: Der erste deutsche Bundestag tritt zusammen; die Sitzung wird vom Alterspräsident Paul Löbe (SPD) eröffnet; zum Bundestagspräsident wird Erich Köhler (CDU) gewählt. Am selben Tag tritt erstmals der Bundesrat der BRD unter dem Vorsitz des nordrhein-westfälischen Ministerpräsidenten Karl Arnold zusammen.
- Offenbach am Main: Die Deutsche Bundesbahn als Nachfolgerin der Reichsbahn für das Bundesgebiet wird gegründet.

### Sonntag, 11. September
- Schweiz: Bei einer Volksabstimmung wird die Volksinitiative Rückkehr zur direkten Demokratie angenommen.

### Montag, 12. September
- Deutschland: Theodor Heuss (FDP) wird von der Bundesversammlung zum ersten Bundespräsidenten gewählt.

### Dienstag, 13. September
- New York/Vereinigte Staaten: Die Sowjetunion spricht im Sicherheitsrat der Vereinten Nationen ihr Veto zur Aufnahme von Ceylon, Finnland, Irland, Italien, Österreich, Portugal und Transjordanien in die Vereinten Nationen aus.[1]

### Donnerstag, 15. September
- Bonn: Der Bundestag wählt Konrad Adenauer (CDU) am 15. September 1949 mit einer Stimme Mehrheit zum ersten Bundeskanzler: in ein Amt, das er bis zu seinem Rücktritt am 15. Oktober 1963 innehaben wird. Oppositionsführer wird damit sein Gegenspieler Kurt Schumacher (SPD).

### Freitag, 16. September
- Bundespräsident Heuss übergibt Adenauer die Ernennungsurkunde.

### Sonntag, 18. September
- Deutschland: In der Sowjetischen Besatzungszone beginnt die DS-Liga als erste landesweite Austragung um eine Fußball-Meisterschaft in der späteren DDR im Ligensystem. Jedoch gehören die Berliner Vereine trotz politischer Diskussionen weiterhin zur Berliner Stadtliga.[2]

### Montag, 19. September
- London/Vereinigtes Königreich: Das Britische Pfund wird um 30 % gegenüber dem US-Dollar abgewertet. Dies bringt die Bank Deutscher Länder unter Druck im Hinblick auf eine Abwertung der in der Trizone und in den Berliner Westsektoren gültigen Währung Deutsche Mark. Die endgültige Festsetzung des Außenwerts bleibt den Alliierten vorbehalten.[3]

### Dienstag, 20. September
- Bonn: Kanzler Adenauer gibt seine erste Regierungserklärung vor dem Parlament ab.

### Mittwoch, 21. September
- Deutschland: Die Alliierten Hohen Kommissare John Jay McCloy, Sir Brian Robertson und André François-Poncet geben in Anwesenheit des neuen Bundeskabinetts das Ende der Militärregierungen in West-Deutschland bekannt (Office of Military Government for Germany (U.S.) etc.) – nun gab es die Alliierte Hohe Kommission (engl. Allied High Commission, frz. Haute commission alliée). Bei dem Treffen erwähnt Konrad Adenauer in seiner Gastrede die Idee einer „europäischen Föderation“.[4]

### Freitag, 23. September
- Vereinigte Staaten: Laut US-Präsident Truman ist die Sowjetunion als zweites Land der Erde in den Rang einer Nuklearmacht aufgestiegen: „We have evidence within recent weeks an atomic explosion occurred in the USSR.“ (deutsch „Wir haben Gewissheit, dass in den letzten Wochen in der UdSSR eine atomare Explosion stattfand.“)[5]

### Sonntag, 25. September
- Xinjiang/China: Die bisher mit den konservativen Kuomintang verbündete Provinz Xinjiang erklärt im seit 1927 laufenden Chinesischen Bürgerkrieg in einem Schreiben an Mao Zedong (Kommunistische Partei Chinas) das Ende ihres Widerstands.[6]

### Dienstag, 27. September

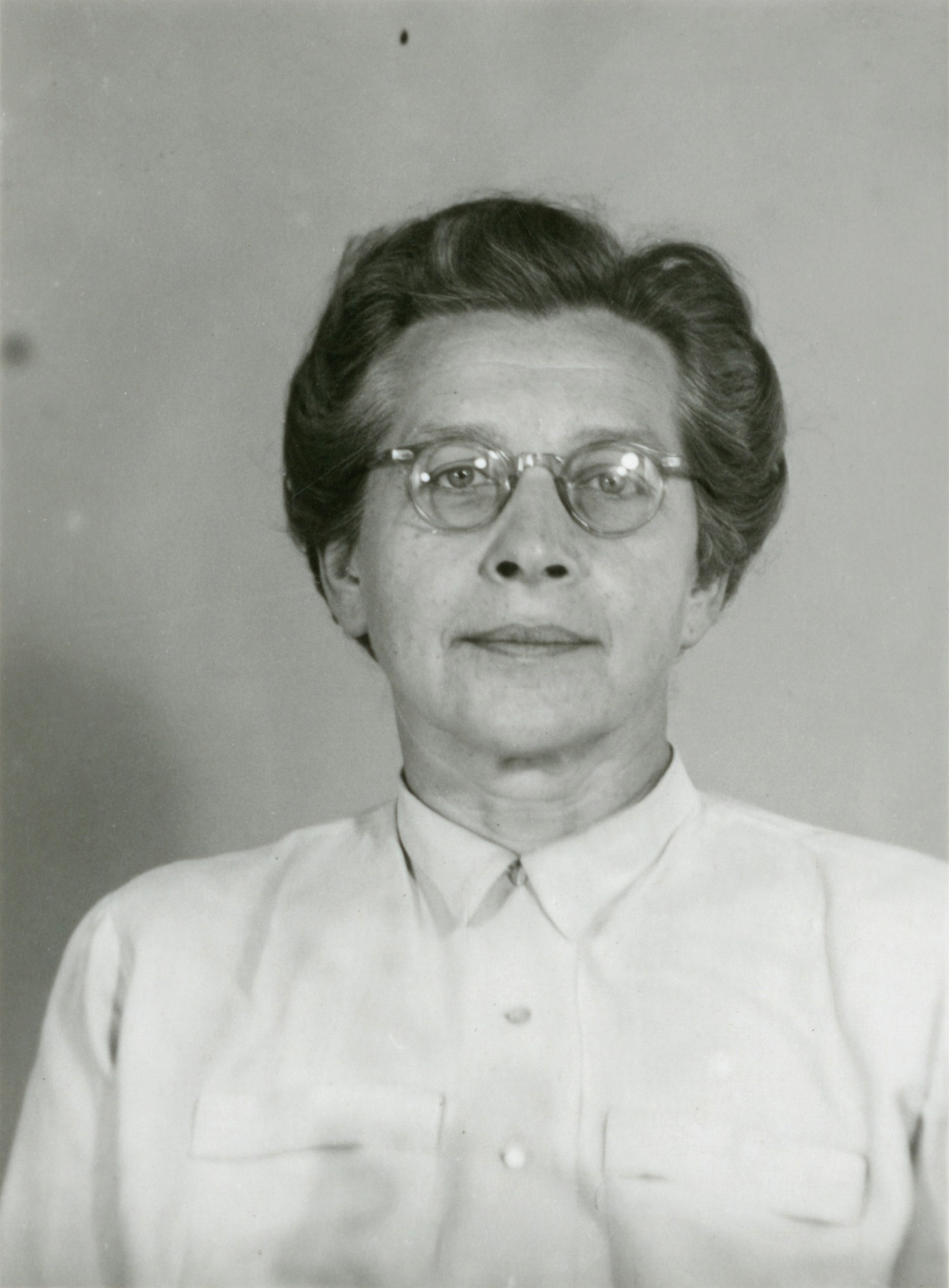
Milada Horáková

- Tschechoslowakei: Im Auftrag der regierenden Kommunisten wird die ehemalige Politikerin und Oppositionelle Milada Horáková von der National-Sozialistischen Partei verhaftet. Sie ist eine der bekanntesten Figuren, die den Aufbau eines stalinistischen Staats aus dem Untergrund heraus verhindern wollen.[7]

### Mittwoch, 28. September
- Petersberg/Deutschland: Die Alliierte Hohe Kommission setzt den Umrechnungskurs der Deutschen Mark auf 0,238 US-Dollar fest. Diese Abwertung des Außenwerts der deutschen Währung kostet das Land per anno laut Bundeswirtschaftsministerium 420 Millionen D-Mark.[8]

### Freitag, 30. September
- Im Westteil Berlins landet das letzte Versorgungsflugzeug mit 10 t Kohle an Bord im Rahmen der Berliner Luftbrücke.